# 東北神學院
东北神学院位于中华人民共和国沈阳市，有百余年的历史，是东北地区黑龙江、吉林和辽宁三省的基督教教牧人员主要培养基地。

## 历史
1894年，关东长老会在原有的传道员培训班基础上建立学制四年的神学高级班，每年集中学习一个月。 

1898年，神学院在沈阳正式成立，院长为罗约翰牧师。首届学生包括13名初级班毕业的学员。
1914年，神学院在沈阳市沈河区建新校园，占地面积一万余平方米。
1953年，东北神学院并入位于北京的燕京协和神学院。
1966至1976年文化大革命期间神学院停办。 
1982年9月，东北神学院恢复教学，校址在原神学院的女生宿舍，只有442平方米建筑面积。首届招收学生47名。
1983年初，校刊《百合花》创刊，后改名为《东北神学志》。
1993年，神学院拆迁，在原址附近重建一座八层楼的宿舍。1996年竣工投入使用，同时学制改为三年大专。2004年，学校恢复四年制本科课程。
2009年，神学院在风景秀丽的棋盘山旅游开发区现校址开始异地重建，2012年第一期工程（教学楼、宿舍楼、体育馆）完成并投入使用。2015年建成磐石礼拜堂。后来又先后完成校园景观建设、食堂改造、图书馆重置、校园操场改建等工程。校园总占地面积三万余平方米。

## 现状
东北神学院的主要任务是为中国东北地区(包括黑龙江、吉林和辽宁三省)培养爱国爱教的优秀教牧人才。学校实行院长负责制，现任院长是史爱军长老。

学院现有四年制本科班、三年制圣乐班、二年制中专班。有专职教师23人。
自1982年复校至2022年已培养毕业生约2000人，其中本科、大专生约1650人。2024年有本科和中专科共142人顺利毕业。
神学院图书馆现有中英文藏书3.1万册。
学院的校刊是《东北神学志》，已经出版9期。 1983年初创时的刊名是《百合花》。

## 地址
东北神学院位于辽宁省沈阳市浑南新区森林路109号。

## 外部連結
- https://www.ccctspm.org/ （页面存档备份，存于）  中国基督教网